# Felix Dörmann
Œuvres principales
Ein Walzertraum
Felix Dörmann, de son vrai nom Felix Biedermann (né le 29 mai 1870 à Vienne, mort le 26 octobre 1928 dans la même ville) est un écrivain, librettiste et producteur de cinéma autrichien.

## Biographie
On sait peu de choses sur son passé familial. De 1900 à 1904, il est marié à l'actrice Mareia ou Maria Bubna-Littitz (1877-1924), à partir de 1909 un deuxième mariage avec Klara Schauer (née en 1885).
Son œuvre littéraires est influencée par Nikolaus Lenau et Hermann Bahr qu'il fréquente un temps. Sa poésie, influencée par Charles Baudelaire, est d'abord confisquée, mais plus tard largement lue, notamment à Vienne. Pour sa pièce Der Herr von Abadessa, il reçoit le prix Bauernfeld en 1902. Il devient ensuite librettiste. Ein Walzertraum sur une musique d'Oscar Straus est son plus grand succès.
Il est ensuite scénariste, réalisateur et producteur de cinéma. En 1912, Felix Dörmann fonde Vindobona-Film avec l'architecte Tropp. Il se retire la même année et crée Helios Film. En 1913 la compagnie s'appelle Austria Film et enfin en 1914 Duca Film. Le directeur de la photographie et producteur Eduard Hoesch fut un salariée de Vindobona-Film.
Ses premières productions ont pour vedette Eugenie Bernay. Comme les productions de Dörmann n'ont pas le succès escompté, il compte attirer avec des scènes nues : les femmes sont souvent montrées dans la salle de bain, changeant de bas et allant même aux toilettes. En particulier, les scènes de bain sont une raison pour la police de censurer ces films. La compagnie de cinéma met fin à son activité en 1914, notamment en raison du manque de succès.

## Œuvre

### Œuvres littéraires (sélection)
- Neurotica, poème, Vienne, 1891
- Sensationen, poème, Vienne, 1892
- Gelächter, poème, Vienne, 1896
- Ledige Leute pièce de théâtre, Vienne, 1897
- Zimmerherren, pièce de théâtre, Vienne, 1900
- Warum der schöne Fritz verstimmt war, pièce de théâtre, Vienne, 1900
- Der Herr von Abadessa pièce de théâtre, Vienne, 1902
- Alle guten Dinge, nouvelles, Vienne, 1906
- Frühlingsopfer pièce de théâtre, Vienne, 1919
- Die Frau Baronin! pièce de théâtre, Vienne, 1919
- Jazz, roman, Vienne, 1925
- Sentimentale Novellen, nouvelles, Vienne, 1926
- Machen Sie mich zu Ihrer Geliebten!, roman, Vienne, 1928
- Herbst in Europa, roman, Vienne, 1937 (posthume)

### Livrets (sélection)
- Bub oder Mädel?, avec Adolf Altmann, musique de Bruno Granichstaedten, Vienne, 1908
- Majestät Mimi, avec Roda Roda, musique de Bruno Granichstaedten, Vienne, 1911
- Hagith, musique de Karol Szymanowski, Vienne, 1912-1913
- Ein Walzertraum, avec Leopold Jacobsen, musique d'Oscar Straus, Vienne, 1907
- Der unsterbliche Lump, Operetten-Libretto, musique d'Edmund Eysler, Vienne, 1910
- Eriwan, musique d'Oskar Nedbal, Vienne 1918

### Filmographie sélective
- 1912 : Die Musikantenlene, comédie, 1912, avec Eugenie Bernay
- 1912 : Die tolle Teresina , comédie, 1912, avec Mela Mars
- 1912 : Die Zirkusgräfin, comédie, 1912, avec Eugenie Bernay et Felix Dörmann lui-même
- 1914 : Ein Tag im Leben einer schönen Frau
- 1914 : Die Göttin der Liebe
- 1914 : Seitensprung
- 1914 : Die Gouvernante

## Source de la traduction
- (de) Cet article est partiellement ou en totalité issu de l’article de Wikipédia en allemand intitulé « Felix Dörmann » (voir la liste des auteurs).